# Filómaca
En la mitología griega Filómaca (Φυλομάχην) era una princesa minia que se convirtió en reina de Yolco, según algunas tradiciones. Era hija del rey Anfión de Orcómeno y también hermana de Cloris, la esposa de Neleo. Por Pelias se convirtió en la madre de Acasto, Pisídice, Pelopia, Hipótoe y Alcestis. Otras fuentes más dicen que la esposa de Pelias y la madre de esos hijos era una hija de Biante, llamada Anaxibia o Alfesibea.